# Marchand (Manitoba)
Pour les articles homonymes, voir Marchand.
Marchand est un village franco-manitobain situé dans la municipalité rurale de La Broquerie dans le Manitoba, au Sud-Est de Winnipeg, à une dizaine de kilomètres au sud-est de la ville de La Broquerie.
Le village de Marchand est la porte d'entrée pour accéder au parc provincial Marchand ainsi qu'à la forêt provinciale de Sandilands.
En 1929, l'écrivaine Gabrielle Roy obtint son premier poste d'enseignante à l'école communale de Marchand.
Lors d'un concours international sur la qualité de l'eau potable organisé en février 2013, la compagnie canadienne "Berkeley Springs International Water" a remporté la médaille d'or pour la pureté de son eau captée sur le territoire du village de Marchand, considérée, par le jury comme la meilleure du monde.